# Piotr Małachowski
Piotr Małachowski (Żuromin, 1983. június 7. –) világbajnoki arany- valamint olimpiai és világbajnoki ezüstérmes lengyel atléta, diszkoszvető.

## Pályafutása
2005-ben ezüstérmes volt az U23-as Európa-bajnokságon.
2008-ban vett részt első alkalommal az olimpiai játékokon. Małachowski Pekingben a legjobb eredménnyel jutott be a döntőbe, ahol egy méterrel maradt el a végül győztes Gerd Kanter mögött, és lett ezüstérmes.
2009 májusában 68,75 méterrel új egyéni és lengyel rekordot dobott. Hónapokkal később, a világbajnokságon 69,15-ös újabb csúccsal ezüstérmesként zárt a német Robert Harting mögött.
A 2010-es Európa-bajnokságon visszavágott Hartingnak, kerek negyven centiméterrel előzte meg, és nyerte meg a számot.

## Egyéni legjobbjai
- Diszkoszvetés - 71,84 méter (2013)